# Ormenina paupera
Ormenina paupera är en insektsart som först beskrevs av Walker 1858.  Ormenina paupera ingår i släktet Ormenina och familjen Flatidae. Inga underarter finns listade i Catalogue of Life.